# アエル (仙台市)
アエル (AER) は、宮城県仙台市青葉区中央にある超高層ビルである。ビルの規模は地下3階・地上31階（塔屋2階）建て、延床面積は7万3131平方メートル。地下の駐車場、1階から4階の商業施設「Shop & Wonder AER」、5階から8階の多目的ホール等の公共施設、9階から30階のオフィスフロアから構成され、最上階の31階には無料の展望テラスがある。
仙台市によるJR東日本仙台駅北側一帯の再開発事業として事業化され、約746億円が投じられた。1998年（平成10年）に完成し、建築物として145.5メートルの高さは、完成時点で住友生命仙台中央ビル（現・SS30、172.0m）に次ぐ東北地方第2位であった。以後に東北電力本店ビル（2002年、148.05m）、ドコモ東北ビル（2004年、150.0m）、仙台トラストタワー（2010年、180.0m）が竣工し、それらの完成後は5位である。
居住性向上のため、制振装置が設置されている。

## 沿革

### 着工までの経緯
当ビルが建設されたJR仙台駅北部地区は、第二次世界大戦中の仙台空襲で罹災を免れ、戦災復興土地区画整理事業により整備された周辺地区と比べて道路や下水道などのインフラ整備が遅れていた。地区内には商店や木造住宅が密集し、防災上の問題も生じていた。
こうした問題を解消するため1970年（昭和45年）、仙台市が近接する花京院地区を含めた再開発の調査を開始。オイルショックによる中断を経て、仙台駅に最も近い1.7ヘクタールの地区（仙台駅北部第一南地区）から着手することになった。
仙台駅北部第一南地区は駅に近く利便性の高い立地である一方、地区内には土地所有者74人、借家人99人の合計173人の権利者がいたことから、民間での再開発は困難な状況にあった。そこで仙台市は再開発を公共性と緊急性が高い事業と位置付け、市が事業主体となる第二種市街地再開発事業の施行が決定した。
通常の第一種市街地再開発事業では地区内の権利者らが施行者となり、デベロッパーの協力を得て新たなビルを建設後、保有していた土地や建物の権利をそのまま新ビル内に等価で変換するが、当ビルに適用された第二種市街地再開発事業では、仙台市が地区内の敷地を全面的に買収し、市がビルを建設して完成後に取得希望者へ売却することになる。
仙台市は1984年（昭和59年）に同地区を高度利用地区として都市計画決定、1988年（昭和63年）に都市型ホテルを主体とする21階建てビルを建設する事業計画を策定した。しかしバブル崩壊によりホテルとしてのビル運営が困難となり、1992年（平成4年）にオフィスと商業施設からなる31階建てビルに計画を変更した。
当初計画では総事業費を約820億円と見込んでいたが、計画変更により70億円圧縮し、約750億円（うち土地買収費300億円）に見直された。また、当初は再開発ビルを民間に売却する形で事業化を目指したがバブル崩壊により売却先が見つからず、市が大部分のフロアを保有したままテナントに貸し、37年かけて債務を返済する計画に変更された。1994年（平成6年）に最終的な施設計画を決定し、1995年（平成7年）年に着工した。
建設にはフジタが開発した全天候型ビル自動建設システム「あかつき21」が用いられ、施工当時としては最も高い建物への適用例であった。

### 再開発ビルの運営形態
再開発ビルのうち、1階から4階の商業フロアは仙台市、権利者、日専連ファイナンス、東京美装興業で共有、地下の駐車場と5階から8階の公共フロアは仙台市が所有することになった。9階から30階のオフィスフロアは仙台市が260億円、日専連仙台会が13億円、東北ミサワホームが13億円、同和興業が6.5億円でそれぞれ取得し、4者の共有とした。
フロアごとに分かれる所有と全体の管理運営を分離して行うことになり、管理会社として1994年（平成6年）株式会社クロップスが設立された。同社は仙台市助役（当時）が社長を務め、市のほかに日専連仙台会、七十七銀行、仙台銀行、権利者らが出資した。
また、商業フロアの運営会社として、アエル株式会社が同年に設立された。同社には日専連ファイナンス、141ビルを所有運営する株式会社一・四・一、七十七銀行ほか23社が出資し、クロップスからフロアを一括賃借して商業施設のテナント誘致を担うことになった。31階はアエル株式会社が2億5628万円で取得し、独自のテナントフロアとした。完成時にはここに横浜中華街の中華料理店「聘珍樓」が入居した。
仙台市が所有した商業・オフィスフロアの事業には2007年（平成19年）3月時点で借入金が約276億円残っていたが、同年10月に外資系投資ファンド「セキュアード・キャピタル・ジャパン」系列の特定目的会社に約286億円で売却。さらに2015年（平成27年）、三菱地所系の不動産投資信託（REIT）であるジャパンリアルエステイト投資法人が同フロアを186億4千万円で取得した。

### 年表
- 1984年（昭和59年）12月4日 - 高度利用地区告示、および、都市計画の告示。
- 1986年（昭和61年）10月7日 - 高度利用地区変更の告示。
- 1987年（昭和62年）6月19日 - 仙塩広域都市計画事業仙台駅北部第一南地区第二種市街地再開発事業施行規程[8] を制定。
- 1988年（昭和63年）5月6日 - 事業計画決定の公告。
- 1992年（平成4年）2月28日 - 都市計画変更の告示。
- 1994年（平成6年）11月1日 - 事業計画変更の公告。
- 1995年（平成7年）3月17日 - 建築工事着工。
- 1998年（平成10年）
  - 3月19日 - 建築工事竣工。
  - 3月20日 - "Shop&Wander AER" 開業[9]。

### 受賞歴
- 全日本建設技術協会『21世紀の「人と建設技術」賞』（1998年）
- 日本鋼構造協会『鋼構造優秀作品』（1999年）
- 日本消防設備安全センター『優良消防防災システム表彰』（1999年）
- 照明学会『照明普及賞優秀施設賞』（1999年）

## テナント
フロアは1階から4階までの商業フロア、5階から8階までの公共フロア（仙台市の施設）、9階から30階までのオフィスフロアからなる。
完成時期が失われた10年といわれる不況期であったことから、入居企業に就労支援・労働者派遣が多いのが特色である。また、交通の便が良いため、一般的な学校より通学範囲が広い資格取得予備校などの教育機関も入居している。難関資格保有者が多く在籍する監査法人や弁護士法人などの士業法人も複数入居している。
「ネット!U」にある多目的ホールは、仙台駅周辺に数少ないイベントスペースであるため、様々なイベントが開かれている。そのほか祭事シーズンには1階の入口付近（交差点側）に露店が出店したり、ステージイベントが開催されることもある。また、仙台港の夢メッセみやぎと並び、仙台市で同人誌即売会およびコスプレイベントが開かれる場所としてその筋では著名。
郵便番号は、SS30と同様に、980-61xxという専用番号が付番される（xxは階番号だが、32より大きな数字の場合は特定のテナント専用となる）。

### 商業フロア

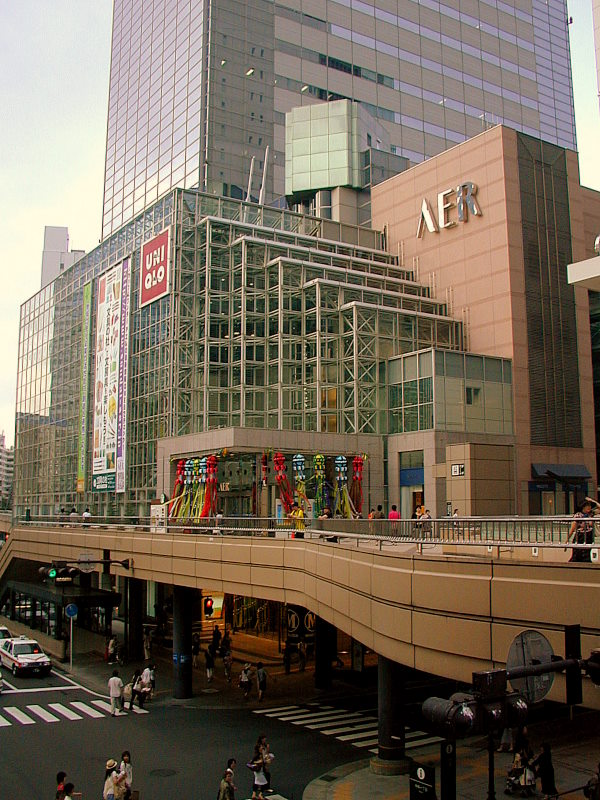
商業フロアが入るAERの下層部（仙台七夕期間中）

1階 - 4階の商業フロアは「Shop & Wonder AER」と称し、店舗面積は8,125m2。1階から2階ににかけて吹き抜け構造のアトリウムがある。
- 1階：フロアの大部分を丸善が占め、ファミリーマート、不動産店は建物の外側からのみ入店可能である。
  - 丸善（サンモール一番町から移転拡大）
  - ドコモショップ
  - 東北分譲住宅販売株式会社
  - ファミリーマート
- 2階：婦人服や雑貨類の店舗が出店している。スターバックスコーヒーはアトリウムに面する。
  - スターバックスコーヒー
  - ファンケルハウス
- 3階：ユニクロがフロアの4分の3程度を占め、他に小規模のアパレルや雑貨店が出店する。
  - ユニクロ
  - ローラ・アシュレイ
  - スルバスルビ
- 4階：フロアのほぼ全体をオフィスベンダーと3つのインショップからなる『文具の杜』とし、2007年（平成19年）10月19日に改装オープンした。
  - オフィスベンダー（文房具店）
  - 日専連カウンター
  - リッカティル（ベビー・子供服・玩具・雑貨）

### 公共フロア
5階 - 8階の公共フロアのうち、5階から7階に財団法人仙台市産業振興事業団が入居し、多目的ホールや会議室を運営。8階には仙台市教育委員会が運営する「仙台子ども体験プラザ」がある。他に仙台市の機関として、オフィスフロアの28階 - 29階にエル・ソーラ仙台がある（後述）。
- 5階
  - 仙台市情報・産業プラザ「ネ!っとU」[10]
    - 多目的ホール（椅子のみ使用850名、机・椅子使用351名）、情報化研修室、主催者・来賓控室

  - 仙台市青葉区役所戸籍住民課仙台駅前サービスセンター
- 6階
  - 仙台市情報・産業プラザ「ネ!っとU」[10]
    - 特別会議室、セミナールーム1・2、講師控室1・2
- 7階
  - 公益財団法人仙台市産業振興事業団[11]
  - 東北芸術工科大学
- 8階
  - 仙台子ども体験プラザ[12]

### オフィスフロア
9階 - 30階は賃貸オフィスとなっている。

### 主な入居機関
- 9階：日専連ライフサービス
- 11階：EY新日本有限責任監査法人仙台事務所
- 11階：平松剛法律事務所
- 15階：日本医療教育財団仙台支部、ニチイ学館東日本支社・仙台支店
- 16階：クロップス
- 18階：ファイザー、佐藤製薬仙台営業所
- 20階：アデコ東北支社、宮城県赤十字血液センター、献血ルームAER20
- 22階：アフラック生命保険仙台総合支社、日本信号東北支店
- 23階：スタッフサービス
- 25階：TAC
- 26階：シスコシステムズ、NEO STAFF仙台本社、グロービス経営大学院大学仙台校
- 27階：東京アカデミー仙台校
- 29階：アフラック生命保険東北金融法人支社
- 30階：有限責任あずさ監査法人仙台事務所

#### 公共施設
28階 - 29階には仙台市の男女共同参画施設「エル・ソーラ仙台」が入居し、みやぎ子育て・女性健康支援センター、せんだいファミリーサポート・ネットワーク、ウイメンズサポートセンターなどの機能を持つ。同種の市施設に、141ビルにあるエル・パーク仙台がある。
- 28階：大研修室、研修室1、研修室2、ミーティング室、託児室
- 29階：図書資料ラウンジ、市民交流スペース・キッズコーナー、活動ブース

### 展望フロア
31階は、無料の展望テラスと結婚披露宴会場で構成される。ビル開業当時は横浜中華街の中華料理店「聘珍樓」が入居していた。
- ザ・オリエンタルスィートヴィラ（エムジェイキュー）
- 展望テラス：東西1か所ずつ（開放時間10:30 - 20:00）

### 駐車場
地下3階から地下1階は駐車場および駐輪場となっている。
- 駐車場：311台収容、100円/15分
- 駐輪場：約450台、自転車50円/日

## 周辺

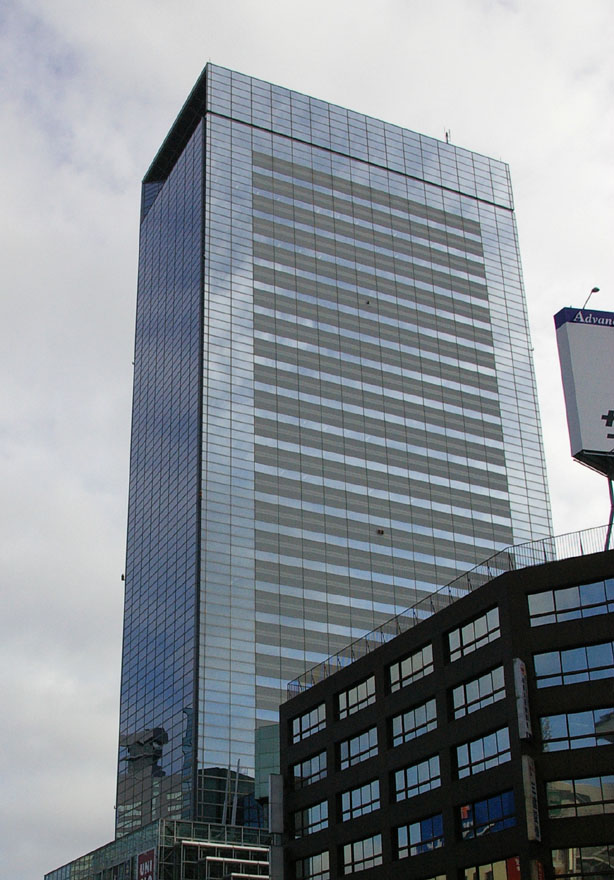
仙台マークワン着工前のAER（2005年8月）
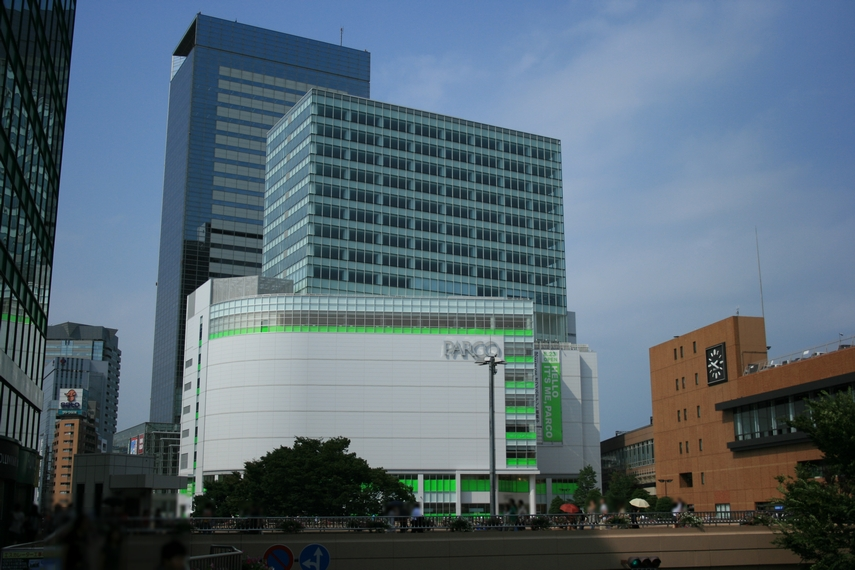
仙台マークワンが完成後のAER（2008年）
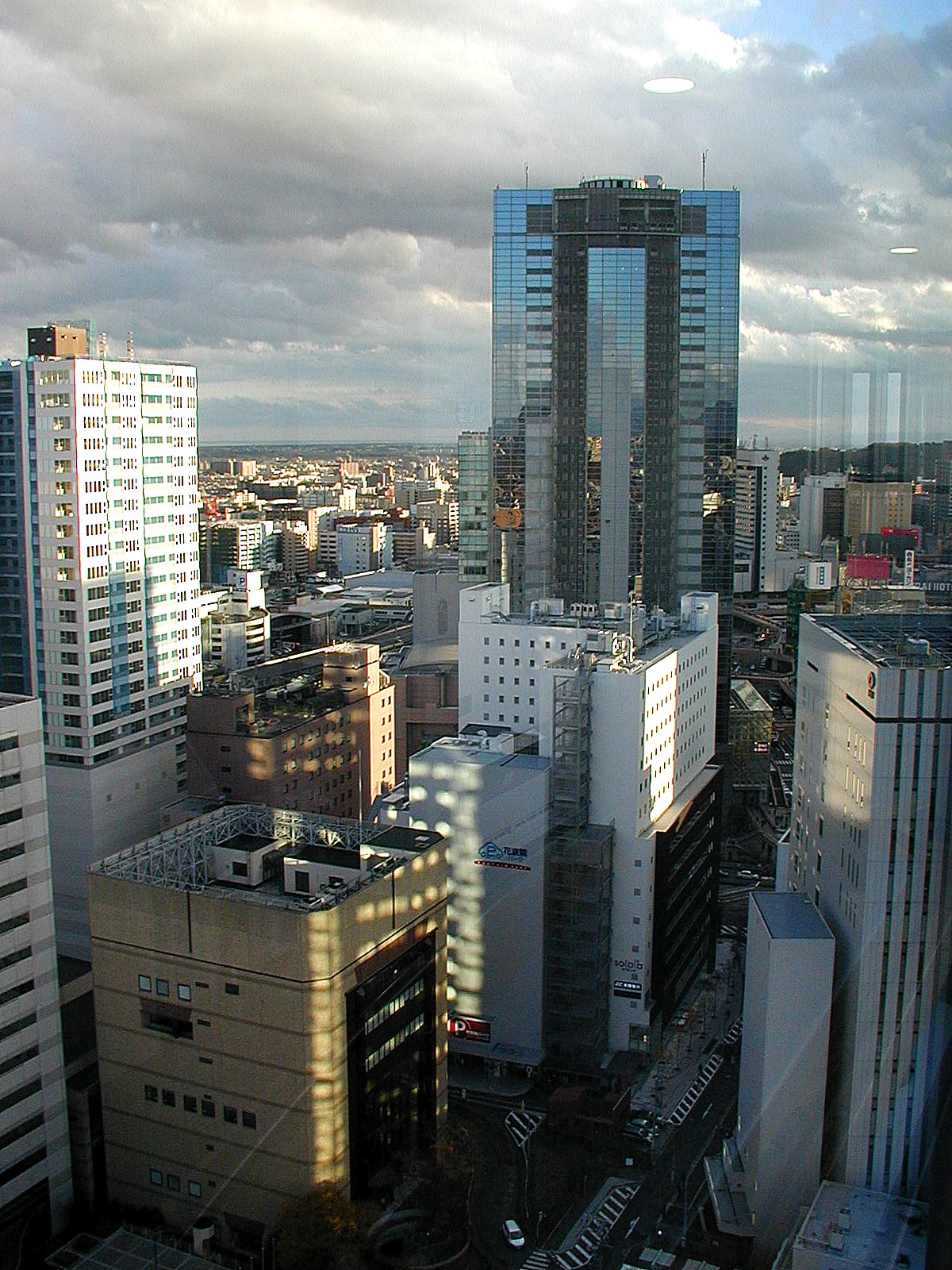
花京院スクエアから見たAERの北側（2009年12月）

AERは、仙台駅北側の徒歩移動の集約地である駅前通りと名掛丁の交差点に建ち、仙台駅と中心部商店街の中央通り（ハピナ名掛丁）との動線、および、オフィスビルが建ち並ぶ花京院や本町との動線が集まる。
AERが面するもう一つの交差点の駅前通り・広瀬通りの四隅には、既に「Azur仙台」（地上19階、87m）と宮交仙台高速バスセンターを併設する「東京建物仙台ビル」（地上20階、97m）が建っているが、将来的には、花京院一丁目第一地区再開発による2棟のビル が建設される予定で、これらもAERと同様に仙台駅西口ペデストリアンデッキで繋がり、地上のほかに2階の高さでも歩行者が行き交う多層的な地区となる。
2008年（平成20年）4月1日より、正面に「仙台駅北口」バス停が設置され、混雑時や当地周辺への用途の際のアクセスが向上している。かつて、この位置は仙台ヒルサイドアウトレットを結ぶ無料シャトルバスの仙台駅側の乗降拠点となっていた。
AERの南側では、低層部分に仙台パルコが入るオフィス・商業複合ビル「仙台マークワン」（地上19階、高さ98m）があり、その建設に合わせて両ビルの間には新たにペデストリアンデッキが設置され、線路を跨いで仙台駅東口との東西連絡デッキも設けられた。
また、広瀬通りは駅前通りより東のAERの北面で宮城野橋（X橋）に接続しているが、将来的にはこれが架け替えられ、現在進行中の仙台駅東第二土地区画整理事業 と多層的に接続される予定である（都市計画道路元寺小路福室線）。
AER周囲では徒歩移動の多層性の拡充が進み、AERはその集約地の一つとなると見られている。